# Wolf-Rüdiger Netz
Wolf-Rüdiger Netz (n. 15 decembrie 1950, Schwerin, Germania) este un fotbalist german, medaliat olimpic. A participat la o ediție a Jocurilor Olimpice (1980) în care a câștigat o medalie de argint.

## Participări
Lista de mai jos prezintă principalele competiții la care a participat Wolf-Rüdiger Netz de-a lungul carierei.
- Futbol na letnih Olimpiiskih igrah 1980[*]